# 톰 숄츠
톰 숄츠(Tom Scholz, 1947년 3월 10일 ~ )는 미국의 록 음악가, 작곡가, 발명가, 엔지니어, 박애주의자로, 보스턴의 창시자로 가장 잘 알려져 있으며 유일한 연속적인 오리지널 멤버로 알려져 있다.
그는 음악 분야에 관심이 있는 MIT 교육을 받은 엔지니어로서, 자신의 음악을 녹음하기 위해 아파트 지하에 자신의 녹음실을 설계했다. 첫 번째 보스턴 음반은 주로 이 지하 스튜디오에서 녹음되었는데, 종종 그가 직접 디자인하고 발명한 장치를 사용했다. 밴드의 초기 성공 이후, 그는 자신의 발명품을 개발하고 판매하기 위해 숄츠 리서치 앤 디벨로프를 설립했는데, 많은 사람들은 록맨 브랜드로 불린다. 그는 올뮤직으로부터 "연주가로서 각광을 받은 적이 없는 악명 높은 '언로큰롤'" 인물로 묘사되어 왔다. 그는 거의 전적으로 음악, 제작, 그리고 새로운 전자 장비 개발에 전념하는 것을 선호한다. 최근 몇 년 동안, 그는 많은 돈과 시간을 자선사업에 썼다.

## 어린 시절
톰 숄츠는 오하이오주 털리도에서 태어나 오타와 힐즈 교외에서 자랐다. 그의 아버지 돈 숄츠는 조립식 고급 주택 설계로 부자가 된 주택 건축가로 숄츠 홈즈의 전신인 숄츠 디자인을 설립했다.

## 음악적인 성공
숄츠는 음악에 관심이 많았고 폴라로이드에서 일하는 동안 홈 스튜디오에서 데모를 녹음하기 시작했다. 그는 6년 동안 음반사에 데모를 제출하지 못했다.
결국 데모가 에픽 레코드의 관심을 끌었고, 그는 숄츠와 가수 브래드 델프를 음반 계약서에 서명했다. 숄츠는 자신의 데모가 보스턴의 데뷔 음반으로 발매되기에 충분하다고 생각했지만 에픽은 숄츠에게 데모를 재녹음하라고 말했다. 기타, 베이스, 키보드의 대부분은 숄츠가 연주했지만, 다른 연주자들은 녹음 내내 산발적으로 참여했다. 에픽은 숄츠가 의도했던 대로 음반 전체를 숄츠의 집에서 녹음하는 것을 원하지 않았지만, 이 음반에 담긴 대부분의 것들은 실제로 그의 지하실에서 숄츠가 녹음한 것이었다. 이 음반은 1976년에 발매되었고, 그 때까지 어떤 아티스트도 가장 많이 팔린 데뷔 음반이 되었다. 싱글 〈More Than a Feeling〉은 록 클래식이 되었다.
숄츠의 명성 높은 완벽주의는 후속 음반인 《Don't Look Back》을 2년 동안 지연시켰다. 마침내 발매되자 그는 음반사의 압력을 받아 발매됐다고 주장하며 결과에 불만을 품었다. 그리고 나서 숄츠는 최종 작품에 완전히 만족하지 않는 한 더 이상 음악을 발표하지 않겠다고 선언했다. 결과적으로 보스턴의 세 번째 음반인 《Third Stage》는 1986년까지 나오지 않았다. 그 음반은 4배 플래티넘 인증을 받았고, 〈Amanda〉는 싱글 차트 1위에 올랐다. 숄츠와 브래드 델프는 오리지널 그룹의 유일한 멤버였다.
숄츠는 또한 록맨이라는 이름으로 자신만의 기타 효과 라인을 시작했다. 이용할 수 있는 많은 록맨 효과 중에서, 독특한 "보스턴" 기타 사운드를 재현할 수 있다. 그 상자들은 캐비닛에 배열되어 (아날로그) 스테레오 신호 경로를 통해 재생되었다. 그 원본들은 오늘날 수집가들의 물건이 되었다.

## 음반 목록

### 보스턴
- 《Boston》 (1976)
- 《Don't Look Back》 (1978)
- 《Third Stage》 (1986)
- 《Walk On》 (1994)
- 《Corporate America》 (2002)
- 《Life, Love & Hope》 (2013)